# 明石家さんまのユーロNo.1!
明石家さんまのユーロNo.1（あかしやさんまのユーロナンバーワン！）とはWOWOWで放送された海外サッカー特番。EURO 2008開幕直前の2008年6月1日に放送された。司会は明石家さんまと中井美穂。関連番組にクラシコ特番、映画大事典などがある。

## 内容
- EURO 2008を全試合生放送するWOWOWの開幕スペシャル。対戦カードや注目選手の紹介、優勝予想以外にも様々な企画があり、バラエティー色が強いのも特徴。さんまのお宝私物紹介やマニアックトーク（80年代西ドイツ代表など）も見どころになっている。

## 出演者
- 奥寺康彦
- ラモス瑠偉
- 北澤豪
- 土田晃之
- ペナルティ
- 三瓶
- 遠藤久美子
- 優木まおみ
- 里田まい

## コーナー
- 「EUROの歴史」…前回EURO2004の優勝予想は全員ハズレだった。ちなみに、さんま予想のフランス・イタリアは惨敗だった。
- 「さんまが選ぶ注目選手」…クリスティアーノ・ロナウド（ポルトガル）、フェルナンド・トーレス（スペイン）、ズラタン・イブラヒモビッチ（スウェーデン）、アンドレア・ピルロ（イタリア）、ファビオ・カンナバーロ（イタリア）、マリオ・ゴメス（ドイツ）を紹介した。

- 「遠藤久美子のドイツ紀行」…さんまが好きなFWの一人であるゲルト・ミュラーに取材
- 「土田のEURO裏ネタエピソード」…元クロアチア代表のダヴォール・シューケルにも会いに行っている。
- 「三瓶のダークホース食べ歩き」…都内で代表国の料理紹介
- 「ペナルティのEURO美女探し」
- 「まおみ・まいのEUROなんでも相談」

など

## スタッフ
- 構成：野村安史、中川ゆーすけ
- ナレーション：前塚あつし
- TP：品田正人
- SW：上村克志
- カメラ：石井友幸
- VE：小野寺毅
- 音声：村脇昭一
- CA：佐藤留美
- LD：掛橋司
- マルチオペレーター：海老沼宏佳
- 美術：内藤佳奈子
- デザイン：野口陽介
- 美術進行：小山千香子
- CG：小松千穂
- AD：山本康太
- ディレクター：宮内宏輔、北川雅朗、山中伸二、市川晃、津田盛治、稲子太輔
- 総合演出：近藤浩文
- プロデューサー：金山麻衣子、八子知泰、水野伸宏、金澤文夫
- チーフプロデューサー：大村和幸
- エグゼクティブプロデューサー：三須一郎
- 制作：WOWOW、クラッチ.